# Bozsódi Zsigmond
Bozsódi Zsigmond (Biharkeresztes, 1938–) építészmérnök.

## Szakmai pályafutása
Diplomájának megszerzése után a szövetkezeti iparban dolgozott, ahol vezetése alatt elsősorban lakások és mezőgazdasági épületek valósultak meg. Munkavégzése során munkavédelmi, tűzrendészeti képesítést szerzett. 1968-ban a Karcag Városi Tanács VB. építési és közlekedési osztályára nevezték ki osztályvezetőnek, 1987 és 1992 között pedig a Szolnok megyei Tanács VB. Építésügyi és Vízügyi Osztályánál dolgozott, mint megyei építés felügyelő. 1966 óta magántervező, valamint részt vesz a magán kivitelezésben végzett építés levezetésben, illetve ellenőrzésében is. Hatósági jogkörének megszűnte után magáncéget alapított és építési, valamint szerkezet tervezési körben építészt- és statikus tervezőként jelenleg is tevékenykedik.